# Collis Temple
Collis Temple jr. (Kentwood, 8 novembre 1952) è un ex cestista statunitense, professionista nella ABA.
È il padre di Garrett Temple.

## Carriera
Venne selezionato dai Phoenix Suns al sesto giro del Draft NBA 1974 (94ª scelta assoluta).